# روبرت س. ميرفي
روبرت س. ميرفي (بالإنجليزية: Robert Charles Murphy)‏ هو قاضي ومحامي أمريكي، ولد في 9 أكتوبر 1926 في بالتيمور في الولايات المتحدة، وتوفي في 31 أكتوبر 2000 في تيمونيوم في الولايات المتحدة بسبب اضطراب عصبي عضلي.